# M16 (fucile d'assalto)
M16 (nome completo U.S. Colt Model 16) è una famiglia di fucili d'assalto fabbricata dalla Colt's Manufacturing Company e derivata dalla linea AR (e in particolare dall'AR-15) prodotta dall'Armalite.
Adottati in modo ufficiale dall'esercito statunitense nel 1967, rimpiazzarono completamente gli M14 nel 1969 ma vennero gradualmente sostituiti a loro volta dall'M4A1 a partire dal 1994.

## Storia

### La nascita e l'impiego nella guerra del Vietnam
L'arma venne concepita per consentire l'utilizzo di una munizione intermedia, che intanto portò gli USA nel corso del secondo dopoguerra tra gli anni '50 e '60 dapprima a creare il .308 Winchester e del derivato 7,62 × 51 mm NATO, e successivamente alla creazione del calibro .223 Remington. Quello statunitense fu uno dei primi eserciti ad adottare questo calibro, già adoperato dall'AR-15 - un fucile nato da un progetto di Eugene Stoner - camerato per il 7,62 mm NATO in modo da poter usare le nuove munizioni.

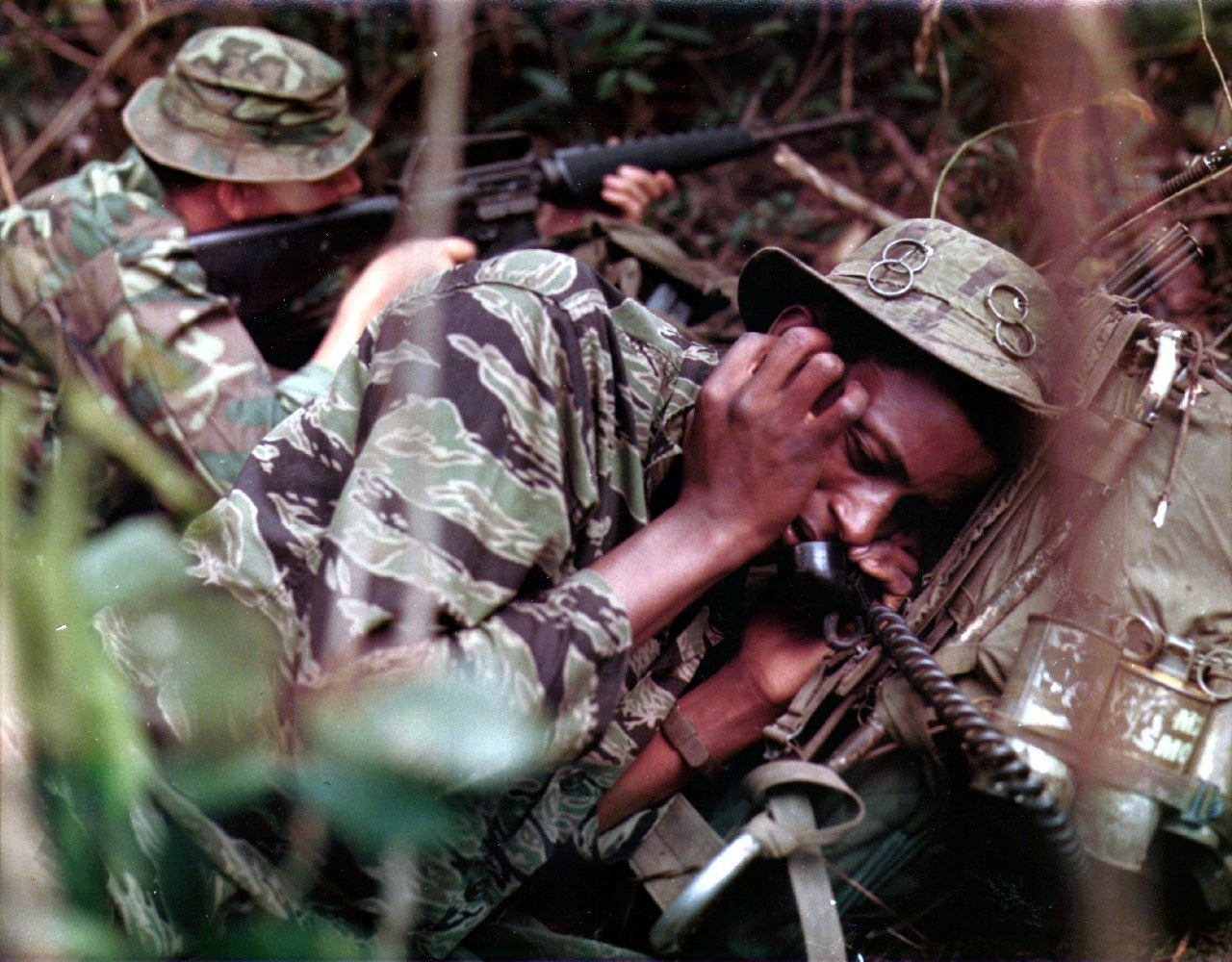
Vietnam, 1969 circa: due sergenti USA impegnati in combattimento. Il soldato sullo sfondo spara con un M-16.

Fu prodotto dall Colt's Manufacturing Company e derivato a sua volta da una modifica dell'AR-15, in base ad un accordo di produzione su licenza esclusiva ottenuto dalla Armalite per fare fronte alle esigenze produttive richieste dalla fornitura in grandi numeri prevista per le forze armate statunitensi, venendo utilizzato per la prima volta nel 1964. Inizialmente usati dagli uomini della polizia militare in servizio presso le basi aeree della USAF, l'esercito statunitense ne ordinò un lotto iniziale, come misura temporanea, di circa 90.000 pezzi, richiedendo nel contempo alcune modifiche alla versione adottata dall'USAF, come l'aggiunta del dispositivo di chiusura forzata dell'otturatore (Forward Assist), che porterà alla realizzazione del modello XM16E1.
Nel frattempo il primo lotto di M16 allo scoppio della guerra del Vietnam, venne distribuito ad alcune unità operanti nel paese asiatico, come la 173ª Brigata Aviotrasportata, la 101ª Divisione Aviotrasportata e 1ª Divisione di Cavalleria, nonché anche a reparti delle United States Army Special Forces ed alle truppe governative dell'esercito della Repubblica del Vietnam.

### I problemi tecnici e l'adozione da parte delloUS Army
Proprio durante la guerra del Vietnam, quando l'arma venne utilizzata in modo massiccio, si manifestarono alcuni problemi di funzionamento, in particolare quello relativo alle molle dell'elevatore del serbatoio da 20 proiettili, che si dimostrò di conseguenza piuttosto inaffidabile tanto da costringere gli operatori ad inserirvi solo 17-18 cartucce. Questi problemi tecnici ebbero conseguenze letali quando si manifestarono nell'ambito di scontri ravvicinati con le unità dell'esercito popolare vietnamita e coi vietcong; tuttavia, nonostante questo, l'XM16E1 divenne nel 1967 il fucile d'ordinanza dello United States Army con la denominazione ufficiale Rifle, Caliber 5.56 mm, M16.

### Le evoluzioni successive

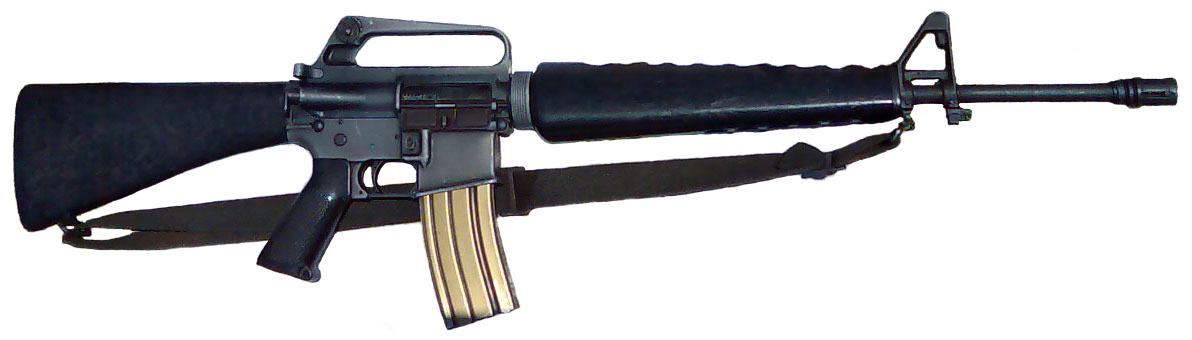
Il fucile modello M16A1

Nel 1967 la Colt iniziò a produrre l'M16A1, che risolse i problemi del primo modello, caratterizzata da canna e camera di cartuccia cromata, nuovo spegnifiamma chiuso (birdcage) e con forward assist, presentando un pistoncino sul lato destro del castello subito sopra l'impugnatura a pistola che ha la funzione di forzare l'otturatore in chiusura se l'arma era sporca o di attuare la chiusura silenziosa, visto che i soldati americani non portavano l'arma in "condition one".
Nel 1982, dopo una serie di test entrò in servizio l'M16A2, versione migliorata ed aggiornata dell'A1, con una canna dal passo in 1:7, copricanna di sezione circolare, calcio più lungo di 1,25 pollici, organi di mira posteriori regolabili in deriva ed elevazione, modalità di fuoco a raffica controllata di tre colpi, deflettore sul castello. L'M16A2 venne sottoposto, nel 1986, ad una serie di test comparativi, presso la NATO, venendo confrontato col Enfield SA-80,   l'AK-47 e l'AKM. I test diedero uno esito positivo per l'M16, classificando l'arma statunitense come la più precisa.

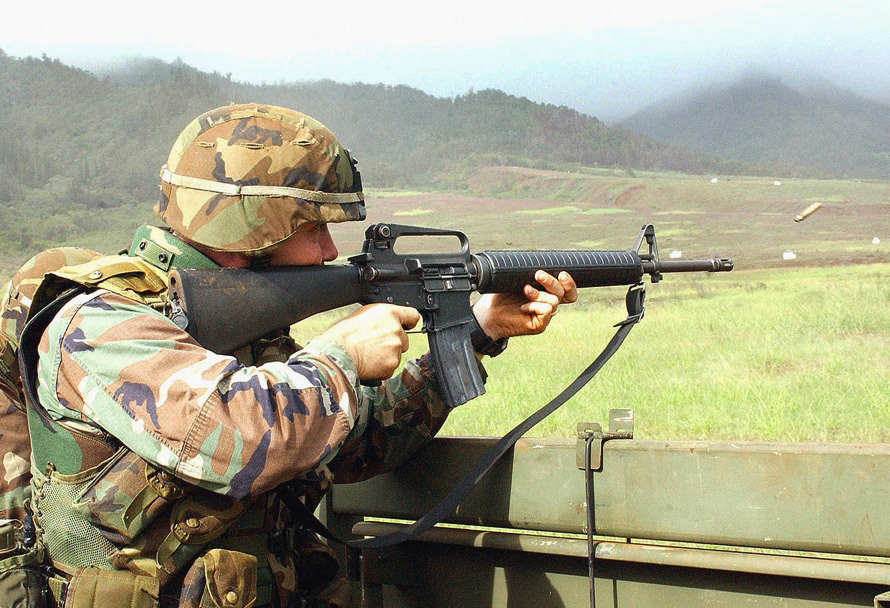
Soldato americano armato di M16A2

La Fabrique Nationale de Herstal belga si aggiudicò la maggior parte delle commesse per la produzione dell'M16A2, che comunque viene prodotto dalla succursale americana della FN in territorio statunitense. Ulteriori sviluppi si concretizzarono nel 1996 nell'M16A3 e dell'M16A4 entrambi con il maniglione amovibile ma con differenti opzioni di fuoco: il primo a raffica libera, il secondo a raffica controllata di tre colpi.

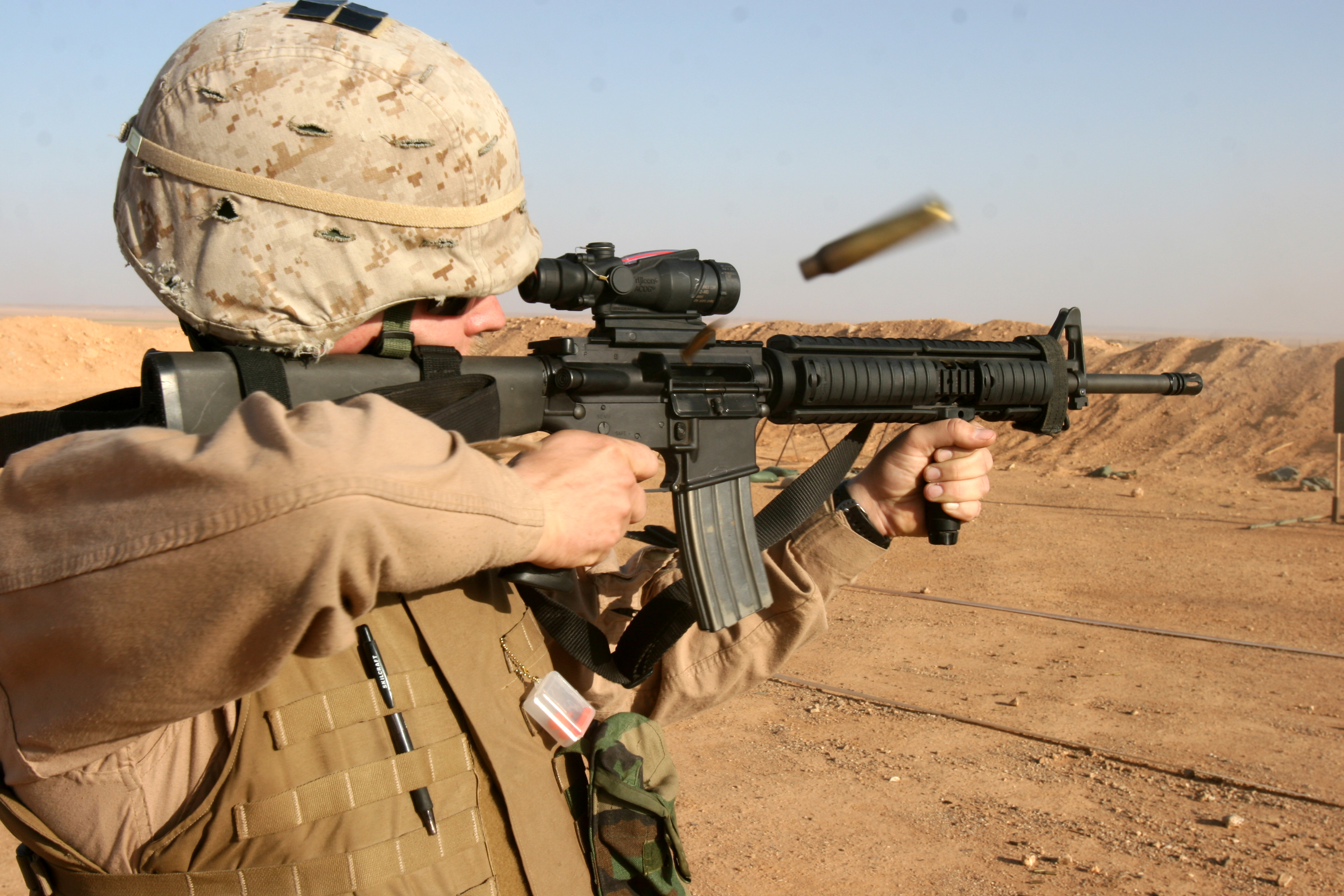
Un Marine americano si addestra con l'M16A4

### La sostituzione con l'M4
Nel 1994 la Colt presentò l'M4, successore dell'M16, caratterizzato da canna accorciata da 20 pollici a 14,5 pollici, calcio telescopico, castello tipo M16A2.
L'arma venne subito apprezzata per la sua compattezza, tanto che tutti i reparti di punta della fanteria statunitense vennero equipaggiati di carabine M4 o M4A1 variamente configurate, mentre il corpo dei marines, ne dotò soltanto le proprie unità esploranti, preferendo, anche per motivi di budget e di contrasti con le politiche di commercializzazione adottate da Colt (che produce gli M4 in esclusiva), preferendo equipaggiare il grosso dei loro uomini con le versioni successive dell'M16 con canna da 20 pollici. Risultò gradita anche dalle forze speciali statunitensi soprattutto nella versione SOPMOD, altamente modulare grazie all'aggiunta di un upper receiver A3 e di una astina "Knights Armaments RAS/M4" che permette il montaggio di ogni dispositivo optoelettronico necessario per la specifica missione. Nello stesso 1994, venne adottato come fucile d'ordinanza per le forze armate statunitensi, sostituendo gradualmente l'M16A4.

## Descrizione

### Caratteristiche generali

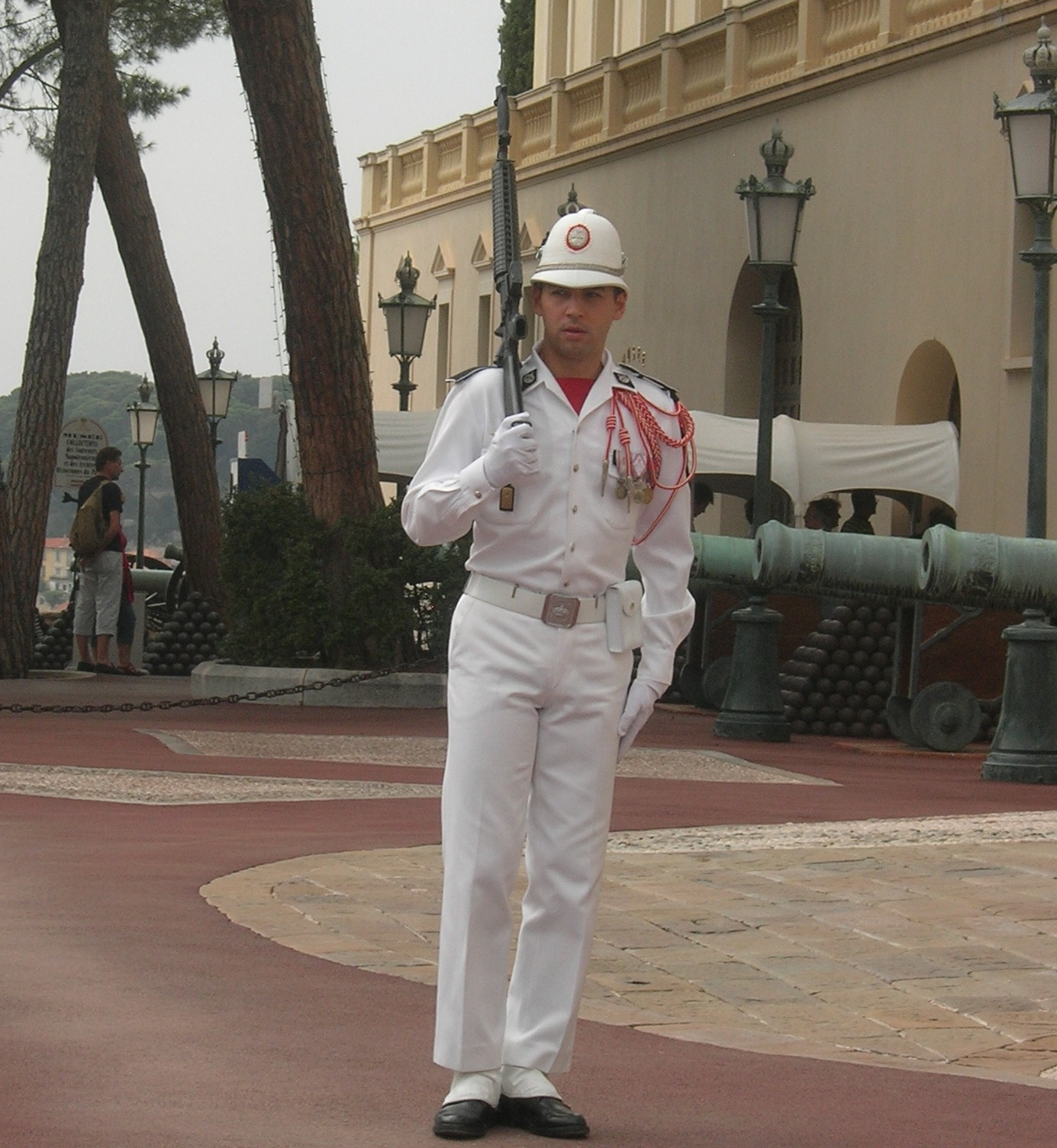
Soldato del Principato di Monaco armato di M16.

È un fucile d'assalto che usa munizioni standard 5,56 × 45 mm NATO nonché quello con la maggior produzione tra quelli dello stesso calibro. Tecnicamente si presenta leggero a sottrazione di gas e raffreddato ad aria; è stato inizialmente costruito con acciaio, alluminio, plastica e successivamente (nelle versioni A3 ed A4) in polimeri.
Il fucile non usa un pistone per riarmare, ma il sistema di sottrazione di gas, dove i fumi arrivano direttamente nel castello spingendo e sbloccando il porta-otturatore.

### Sistema di riarmo

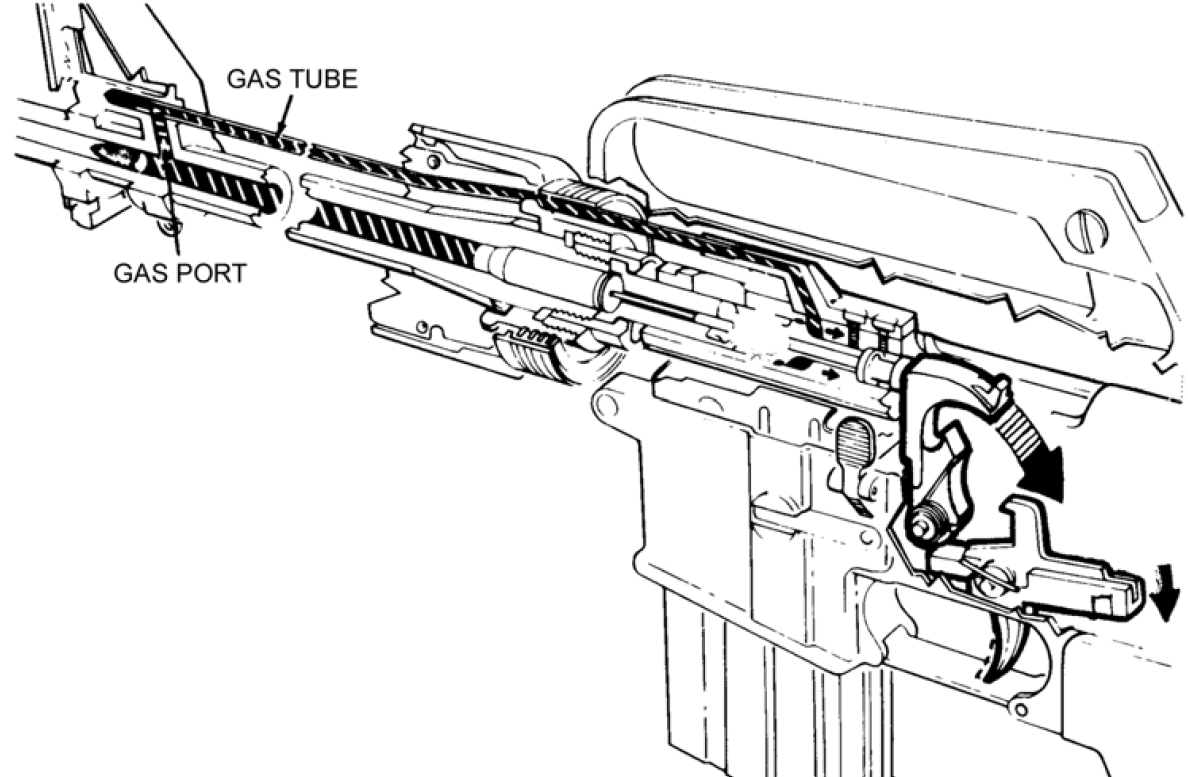
Schema dimostrativo del sistema di riarmo

Il sistema di recupero gas dell'M16 è diverso da quello delle armi a presa indiretta di gas: normalmente i gas prodotti dall'esplosione del colpo vengono incanalati in un cilindro ed agiscono su un pistone collegato ad un'asta, che agisce sul complesso dell'otturatore in varie maniere operandone lo svincolo dalla culatta; nell'M16 i gas vengono spinti all'interno del portaotturatore per mezzo di un tubetto in acciaio inox: i gas, una volta introdotti in una camera presente nel portaotturatore si espandono spingendolo indietro, operando così su una camma che fa ruotare la testa dell'otturatore e sbloccandolo dalla posizione di chiusura.
L'energia cinetica accumulata all'atto dello sparo dal complesso otturatore-portaotturatore opera il riarmo, sistema è detto a presa diretta di gas. La mancanza del pistone permette una riduzione del peso complessivo dell'arma, un sensibile abbattimento dei costi di produzione, ma soprattutto la diminuzione delle parti in movimento dell'arma, il che ne mantiene pressoché invariato baricentro aumentandone la stabilità, consentendo una certa stabilità  anche durante il fuoco automatico.
Il principale svantaggio di questo sistema è l'accumularsi di particelle e polveri all'interno del gruppo di scatto e dell'otturatore, dovuta allo sfogo interno dei gas di combustione, che comporta una più frequente probabilità di inceppamenti durante sessioni di fuoco prolungato o presenza consistente di polveri nell'ambiente dove il fucile viene utilizzato. Questo rende l'M16 un fucile relativamente delicato e non molto affidabile, l'unico rimedio è provvedere ad una pesante lubrificazione e da un adeguato addestramento degli utilizzatori al mantenimento dell'arma.

### Modalità di fuoco
L'M16A1 offre fuoco automatico a raffica libera: l'arma spara fino a che non si rilascia il grilletto. Il che significa che in circa 2 secondi svuota completamente il caricatore da 20 colpi che originariamente era dotazione dell'arma. La piccola massa del proiettile, ed il conseguente minor rinculo rispetto ad una munizione come il 7,62 NATO, consente il controllo dell'arma anche mentre si spara a raffica, rendendo questa modalità d'uso efficace.
L'M16A2, invece, ha solo la raffica controllata da tre colpi senza reset il che significa che quando si tiene premuto il grilletto spara tre colpi e poi si ferma, fino alla prossima pressione. Se invece il grilletto viene lasciato prima della fine della raffica l'arma smette di sparare, ma alla prossima pressione del grilletto, verranno esplosi soltanto i colpi (uno o due) necessari a completare il ciclo del meccanismo, dopodiché l'arma sarà pronta a sparare un'altra raffica da tre colpi. Lo scopo non è di incrementare il volume di fuoco ma di incrementare la probabilità di colpire il bersaglio, in quanto generalmente almeno due dei colpi lasciano la canna prima che l'arma abbia modo di fare qualsiasi movimento apprezzabile rispetto al punto mirato. Un aiuto all'accuratezza del tiro nella raffica limitata è fornito dallo spegnifiamma A2 type, aperto solo superiormente, che funziona sia da spegnifiamma che da compensatore, utilizzando i gas che fuoriescono anche verso l'alto per ridurre il rilevamento dell'arma.
Ruassumendo, le modalità nei diversi modelli possono essere così esemplificate:
- Nell'M16 A1:
  - semi-automatico (un colpo ad ogni pressione del grilletto)
  - automatico a raffica
- Nell'M16 A3:
  - semi-automatico
  - automatico a raffica libera (cioè l'arma spara in modalità automatica fino al rilascio del grilletto o all'esaurimento dei colpi nel caricatore)
- Nell'M16 A2 ed A4:
  - semi-automatico
  - automatico a raffica controllata di 3 colpi per ogni pressione del grilletto, anche se a livello di reparto il gruppo scatto viene modificato per consentire la raffica libera
  - automatico a raffica libera (opzione prevista per il solo modello A4 in sostituzione della raffica controllata)

## Le versioni

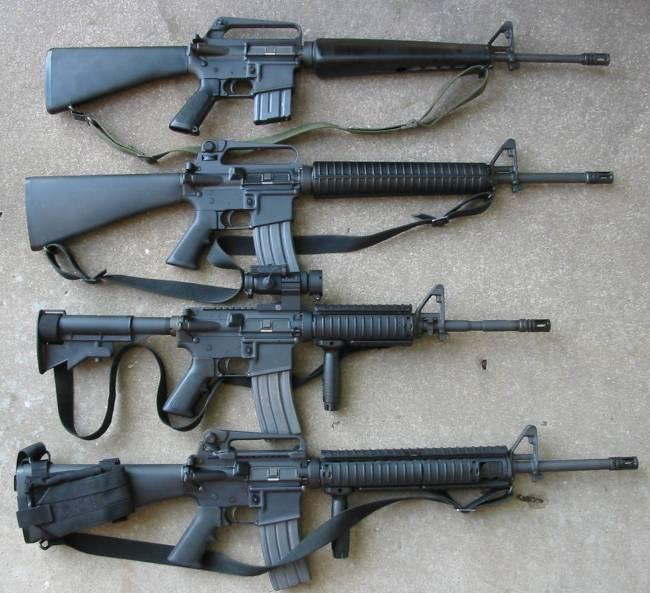
Dall'alto verso il basso: M16A1, M16A2, M4A1 ed M16A4

### XM16E1
Il modello XM16E1 del 1964 soffriva essenzialmente di due gravi difetti:
- Otturatore bloccato in chiusura. Le munizioni d'ordinanza M193 erano caricate con una polvere di lancio troppo ricca di carbonato di calcio e lasciava molti residui sulla canna e sui recessi di chiusura della culatta, il che unito all'umidità formava un consistenze deposito sulla lacca. Nel 1967 si corse ai ripari modificando la formula chimica della polvere da lancio riducendo a 0,25 % il carbonato di calcio e dotando il fucile di un kit di pulizia che trovava alloggiamento in un incavo ricavato nel calcio di nuova concezione.
- FTE (Failure to Extract). Questo inconveniente impediva, all'atto dello sparo, di estrarre il bossolo esploso dall'arma: da un canto questo aveva aderito tenacemente alla camera di cartuccia e dall'altro l'estrattore segnava così profondamente l'ottone del fondello della cartuccia tanto da aprirsi un varco e rendere completamente inefficace la sua azione. Bisognava intervenire manualmente bloccando l'otturatore in apertura ed agendo dalla volata della canna con una bacchetta per togliere il bossolo dalla camera di cartuccia. I problemi di questo tipo furono risolti cromando la camera di cartuccia prima (e poi l'intera anima della canna, come del resto era previsto nel progetto originale di Stoner ed attuato nei primi esemplari usati per le prove di valutazione ed adozione, a differenza di quanto successivamente fatto per i primi esemplari di produzione e distribuzione) e variando le specifiche di durezza dell'ottone dei bossoli.

### M16
La versione principale dell'arma, utilizzata poco dopo l'intervento USA nella guerra del Vietnam.

### M16A1

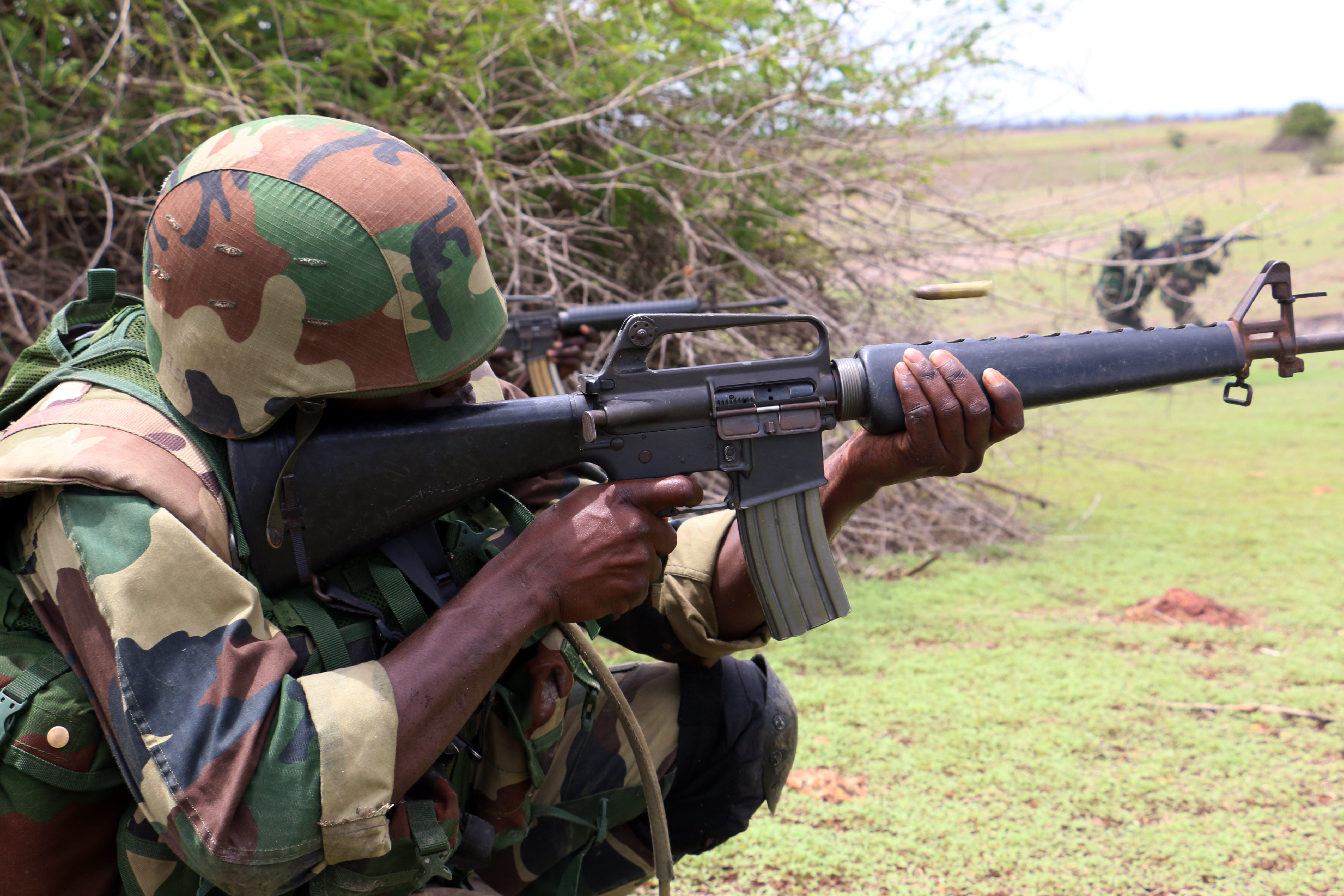
Un soldato senegalese si addestra con un M16A1

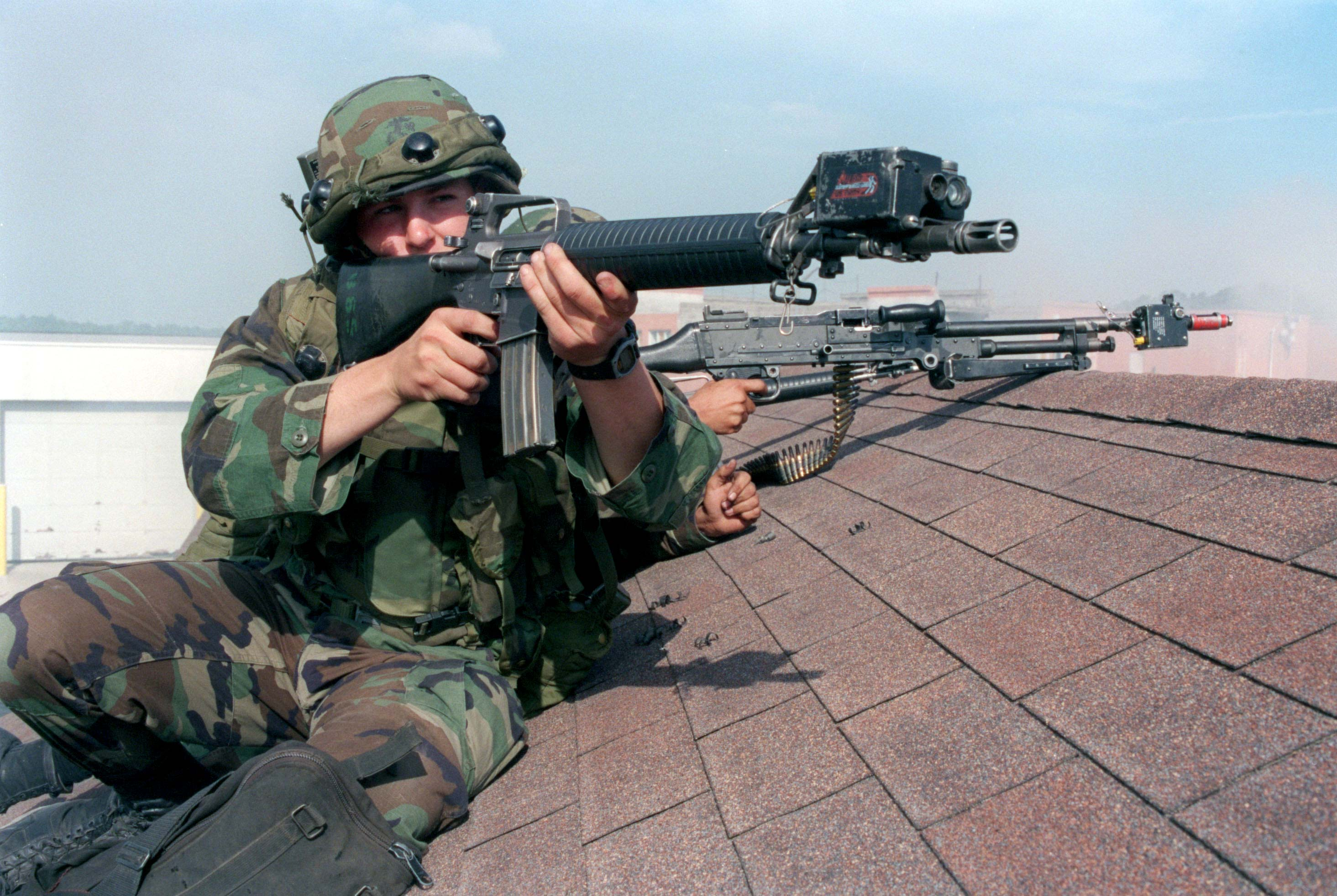
Un soldato USA utilizza il suo M16A2

Versione con dispositivo di chiusura dell'otturatore e, più tardi, rompifiamma differente efficace come compensatore. Può essere accessoriato con silenziatore, mirino laser e lanciagranate M203.

### M16A2

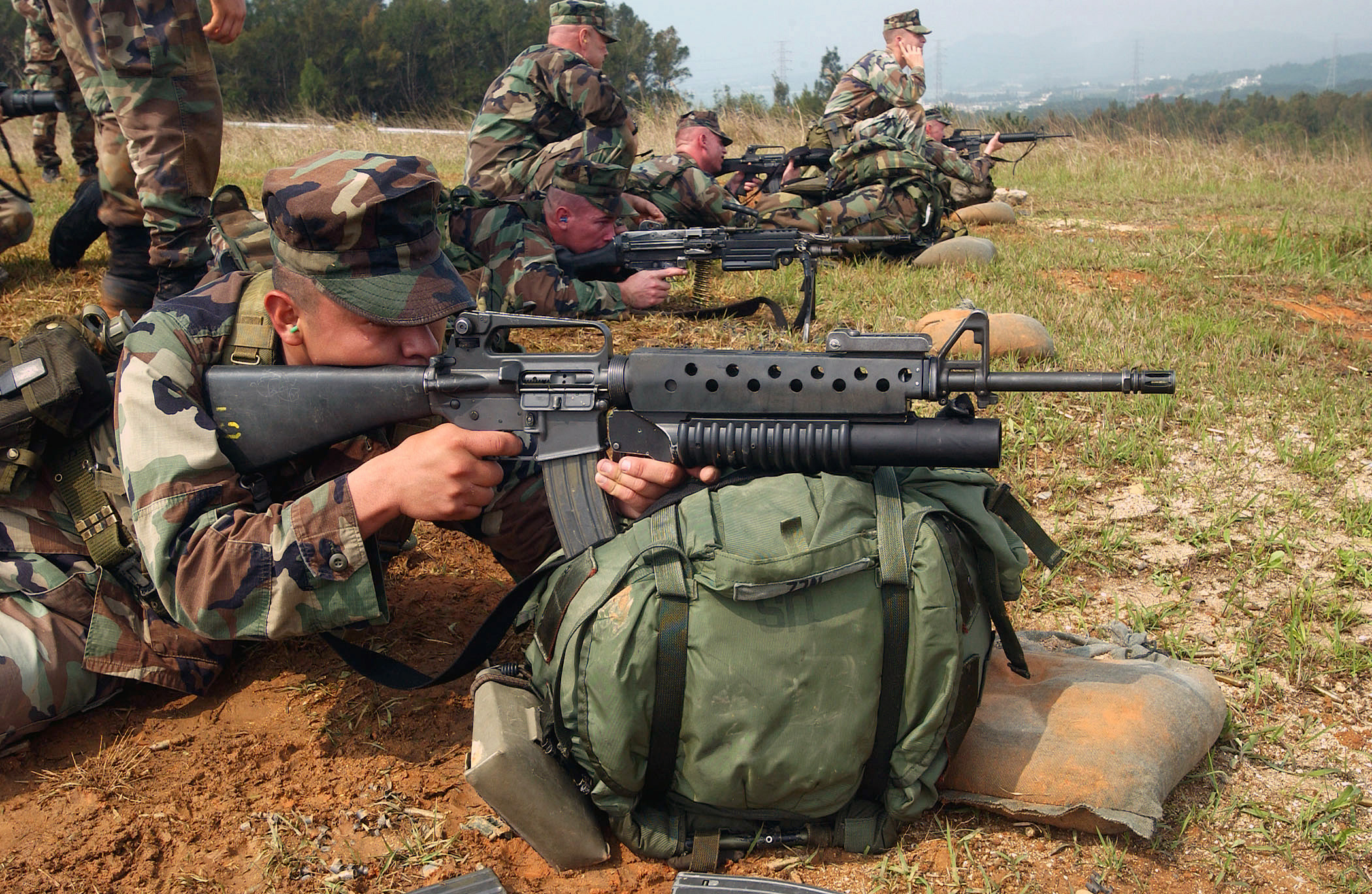
M16A2 con il lanciagranate M203

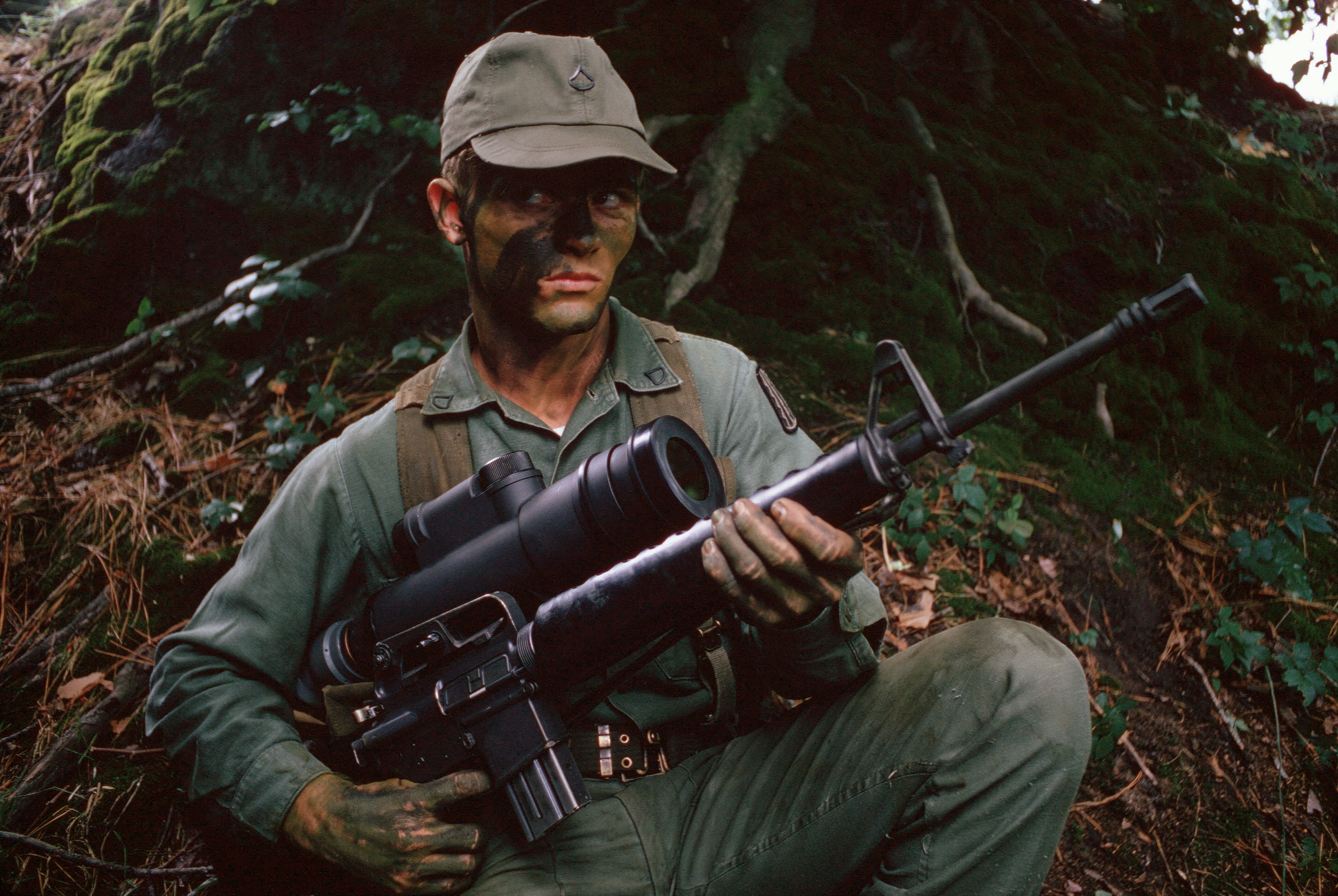
Un M16A1

Presenta una canna pesante con diverso passo di rigatura ottimizzata per la nuova cartuccia NATO, nuovo maniglione con diottra regolabile anche in deriva, gruppo di fuoco con raffica a 3 colpi al posto dell'automatico, calcio un pollice più lungo.

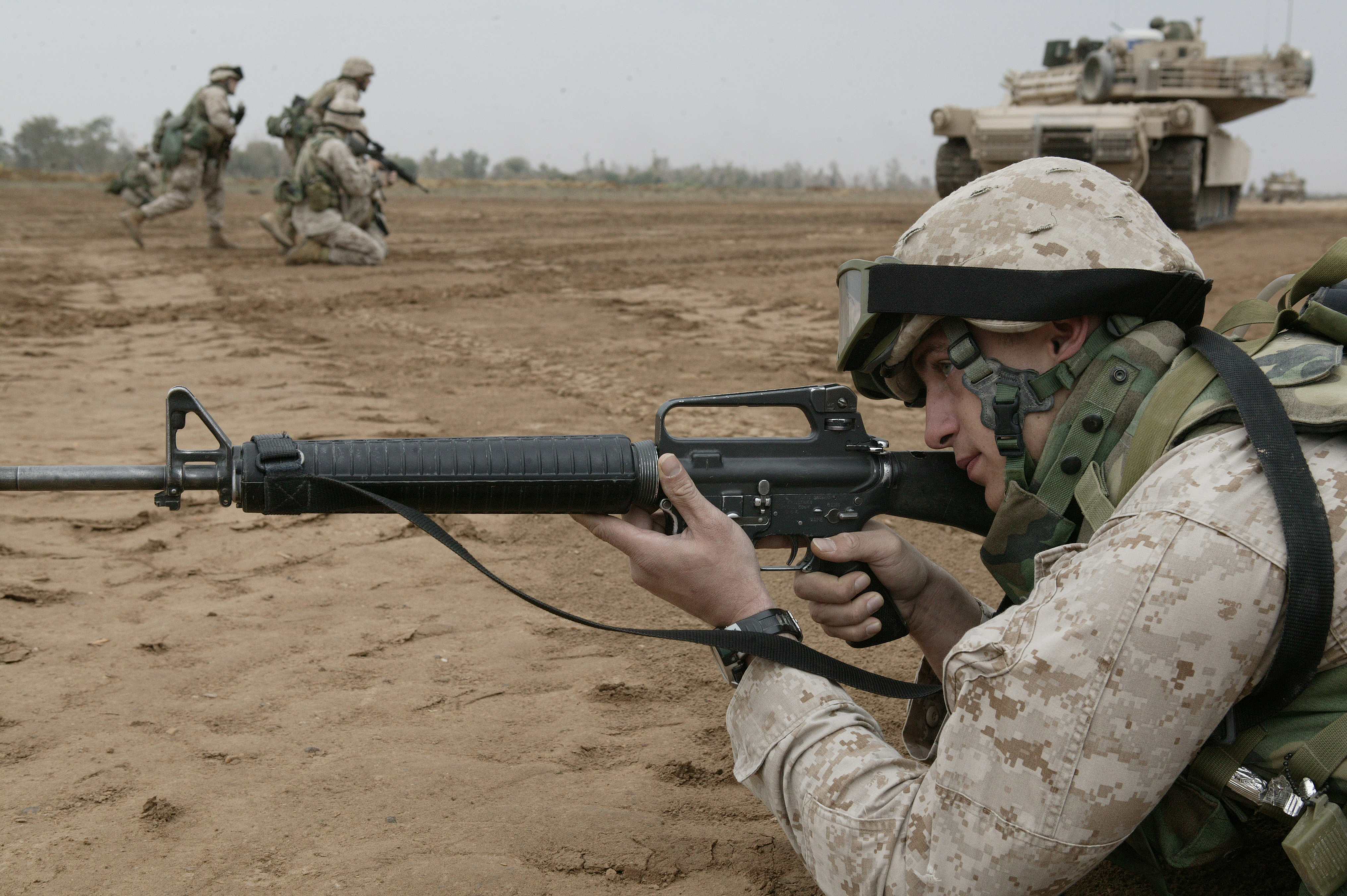
Marine americani si addestrano con l'M16A2.

### M16A3
Identico all'M16A2 ma con pacchetto di scatto che prevede il tiro automatico. Spesso confuso con una versione dell'M16A2 con maniglione amovibile, fatto causato dalla denominazione commerciale dei modelli Colt per il mercato civile, che nulla ha a che vedere con la denominazione dell'US Army.

### M16A4
Ultima versione della serie ad esser prodotta, con astina MIL STD 1913 della Knight's Armament Company, che consente l'utilizzo di vari accessori, come puntatori laser o dispositivi per la visione a luce stellare, e come sistema primario di mira il sistema optronico a punto rosso Aimpoint M2, mentre le mire metalliche sono di riserva ed il maniglione è amovibile. Il gruppo di fuoco è nuovamente a raffica di 3 colpi.

### M16 LSW
Una versione dell'M16A2 in versione LSW talvolta con bipode e maniglia anteriore.

### M653
Carabina derivata dall'originale M16 in dotazione alle forze speciali statunitensi che può essere dotata di baionetta.

## Accessori

### Lanciagranate M203
Alla piattaforma dell'M16 può essere installato un lanciagranate a colpo singolo M203, prodotto in epoche differenti dalla Colt e dalla Knight's Armament Company che garantisce un pesante fuoco di supporto fino ad una distanza di circa 300 m. Il raggio letale dell'esplosione è di 10 m.

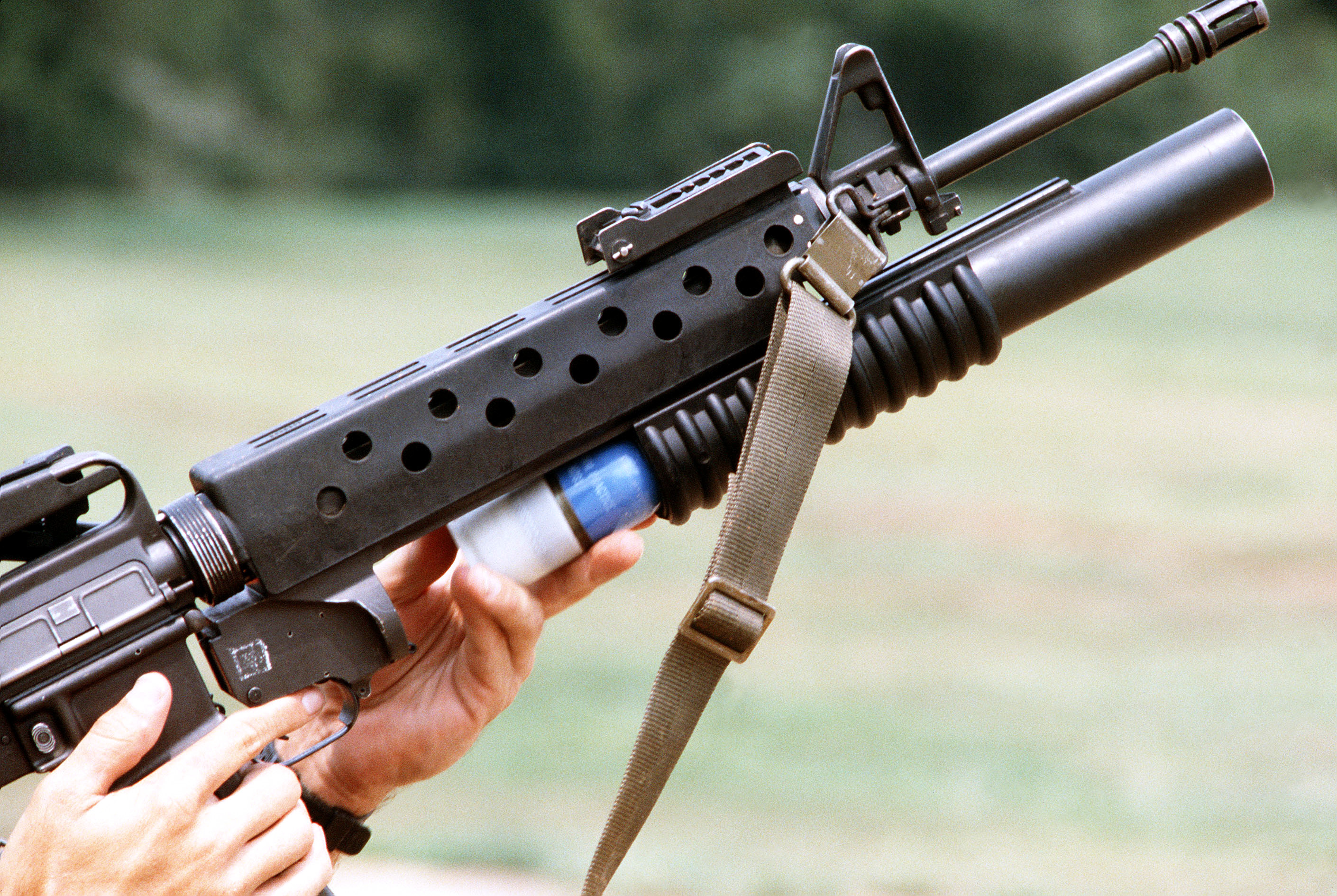
M203 lanciagranate

È possibile installarlo sotto la canna, nelle prime versioni abbinato a un paracanna superiore dedicato, con grandi fori di ventilazione e supporto per diottra a foglia per il tiro con le granate Low Velocity da 40 × 46mm. Nelle ultime versioni il lanciagranate può essere dotato di attacchi per slitte MIL-STD-1913 per poter essere fissato all'astina di nuova generazione anziché alla canna, lasciando la canna libera di flottare come vuole il progetto originale.

## Modelli derivati

### Colt Canada C7

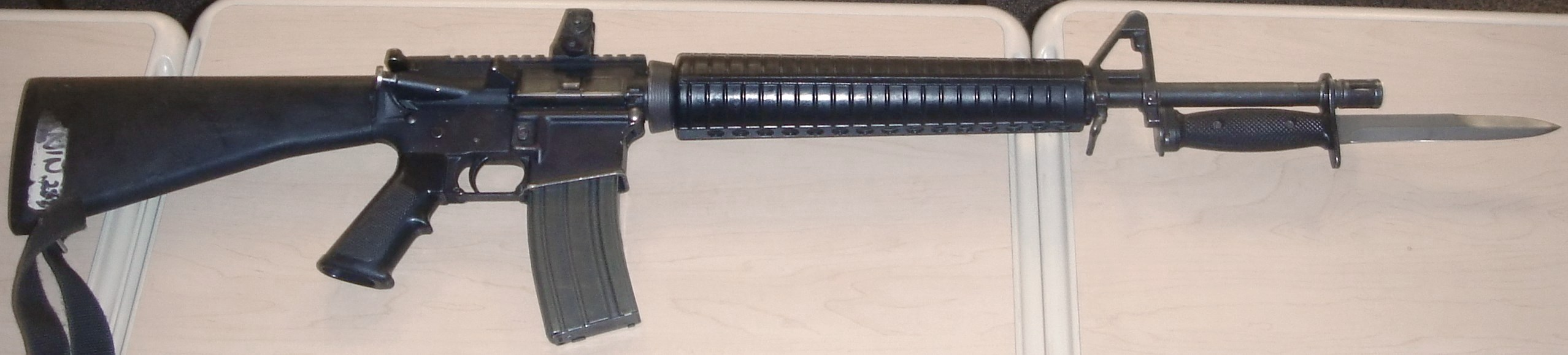
Colt Canada C7 con la baionetta M7

Il Colt Canada C7 è una versione canadese dell'M16; prodotto a partire dal 1982 dalla Diemaco e successivamente dalla "Colt Canada" (una succursale della Colt's Manufacturing Company in Canada) poi, è divenuto il fucile d'ordinanza delle Canadian Armed Forces nel 1984.

### Tipo CQ
Il Type CQ (conosciuto anche come CQ Mod. 311 o semplicemente CQ) è prodotto dalla Norinco a partire dal 1985, sulla base dell'M16A1. Impiega le soluzioni tecniche del modello A1, incluso il dispositivo per la raffica libera ad una cadenza di tiro ciclica di 750 colpi al minuto, e mantiene il calibro 5,56 × 45 mm; la munizione utilizzata è prodotta in Cina e denominata "Type CJ", e si tratta di una copia della cartuccia M193 impiegata negli M16 durante la guerra del Vietnam; questa munizione non è conforme alle specifiche NATO, dato anche il passo di rigatura della canna del Norinco CQ, simile a quella degli M16 pre-A2 (1:12) che non permette l'utilizzo delle munizioni standard NATO SS-109; i caricatori utilizzati sono copie di caricatori M16 prodotte in Cina, ma l'arma accetta qualsiasi caricatore STANAG.
Si distingue dalle versioni statunitensi principalmente per la diversa linea estetica delle parti plastiche (guardamani, impugnatura, calcio, tacca di mira anteriore), ma la più importante differenza sta nella costruzione dei Receiver in una lega d'alluminio, la 6060-T4, differente da quella utilizzata per la produzione degli M16 americani (7074): questo perché negli USA i fucili M16 sono prodotti tramite forgiatura, tecnica lenta e costosa che richiede attrezzature difficilmente reperibili e molto dispendiose, mentre in Cina i Norinco CQ sono prodotti tramite microfusione, che permette di accelerare la produzione e tenere bassi i costi. L'arma così realizzata non risulta drammaticamente meno affidabile o di qualità molto inferiore rispetto agli originali, ma la realizzazione per microfusione è causa di una pronunciata tendenza all'esfoliazione della finitura esterna, peraltro evitabile con una puntuale cura dell'arma. L'origine della denominazione "CQ" è oggetto di discussione, che sia una translitterazione dei caratteri cinesi che indicano la cifra "16" è comunque da escludersi.
Il fucile Norinco CQ non è stato prodotto per le forze armate cinesi ma per l'esportazione: è attualmente molto diffuso nel sud-est asiatico, soprattutto tra gli esponenti di gruppi combattenti irregolari, e si parla di consistenti esportazioni, peraltro mai confermate ufficialmente, a paesi quali Cuba e la Corea del Nord. Il fucile Norinco CQ fu venduto anche in quantità poco consistenti ai mujaheddin afghani durante l'Invasione sovietica dell'Afghanistan, in seno alla politica cinese di contrasto all'influenza russa in Asia: essendo i gruppi di guerriglia afghani supportati all'epoca anche dagli Stati Uniti d'America, la Cina pensò che si sarebbe potuta fornire loro un'arma a buon mercato per cui gli USA avrebbero procurato consistenti quantitativi di munizioni. Questa strategia non vide comunque mai pienamente la luce in quanto i guerriglieri afghani preferirono sempre utilizzare fucili d'assalto Kalashnikov AK-47 e AK-74 catturati al nemico, e per l'inizio dell'Operazione Enduring Freedom nel 2001 gli CQ erano ormai del tutto assenti dagli inventari dei gruppi combattenti afghani.

### CQ 556 Type A
Il CQ 556 Type A è una carabina copia dell'M4 A1 immessa sul mercato dalla Norinco nel 2006 che utilizza lo chassis del Norinco CQ con un calciolo telescopico, una maniglia di trasporto rimovibile montata su una slitta tipo Weaver e una canna da 14 pollici e mezzo con astina corta e intaglio di tipo Step-Cut per il montaggio rapido di tubi lanciagranate.
Ha un passo di rigatura di 1:9 e come tale può stabilizzare sia le munizioni 5,56 × 45 mm fuori Standard NATO (M-193) che quelle a norma NATO (SS-109). È offerta sul mercato internazionale ed è l'unica variante del sistema d'armi cinese basato sull'M16 ad aver trovato ufficialmente uno sbocco commerciale, essendo stata adottata nel 2008 dall'esercito del Paraguay per le forze speciali (DECEI, Destacamento Conjunto de Empleo Inmediato).

### Norinco Modello 311-1
Il Norinco Modello 311-1 è un fucile d'assalto semi automatico prodotta dalla Norinco a partire dal 1986. È variante del Modello CQ ideata per il mercato civile, identica al modello militare ma costruito senza la funzionalità di tiro a raffica, ed importato negli USA in soli 500 esemplari.
Le cause ipotizzate per il blocco dell'importazione negli Stati Uniti sono state numerose: si parla di una causa civile intentata da Colt, che comunque all'epoca aveva già perduto l'esclusività dei brevetti per i fucili di tipo AR-15, e di un conseguente accordo tra le due ditte per cui la Norinco ottenne macchinari per la produzione di pistole di tipo Colt 1911 in cambio del blocco all'importazione negli USA di un prodotto che creava a Colt problemi di concorrenza a basso prezzo. Nessuna di queste ipotesi è comunque ufficialmente confermabile, fatto restando che nel 1987, in seguito all'uccisione di cinque bambini in una scuola a Stockton (California), fu emanata una legge tuttora in vigore che proibisce la importazione dall'estero negli USA di alcune tipologie di armi da fuoco tra le quali ricade appunto la categoria degli AR-15 quali il Norinco CQ.
Al 2014 risultava esportato e venduto sui mercati civili di numerosi paesi, tra cui l'Italia, dove è commercializzato dalla "Nuova Jager" e fornito di un caricatore in plastica trasparente della capacità di 10 colpi pur rimanendo compatibile con caricatori STANAG. Nei modelli più recenti, la tacca di mira anteriore di fattura peculiare è stata sostituita con un modello più simile a quella dell'M16 statunitense.

### S556
Il fucile S556 è una variante del Norinco CQ prodotto su licenza dal 2003 in Iran, dove le fabbriche di Stato (Defence Industries Organization) prodotta a sua volta in due versioni, l'A1 che utilizza una canna da 19,9 pollici con passo di rigatura da 1:12, ottimizzata per l'utilizzo di cartucce 5,56 × 45 mm non a norma NATO; e l'A3 utilizza invece una canna da 20 pollici con passo di rigatura da 1:7, ottimizzata per l'uso di cartucce a norma NATO; quest'operazione, probabilmente mirata all'esportazione in vari paesi, è stata compiuta ignorando il fatto che una canna con passo di rigatura da 1:9 può stabilizzare propriamente tutte le munizioni 5,56 × 45 mm che rispondano o non rispondano ai canoni NATO.

### Terab
Il Terab  è un fucile d'assalto immesso sul mercato nel 2007 dalle fabbriche d'armamenti di Stato del Sudan (Military Industry Corporation). Molto simile visivamente al Norinco CQ; la differenza è che il Terab sembra essere non un AR-15 (calibro 5,56 × 45 mm), bensì un AR-10 (7,62 × 51 mm).

### Armada
L'Armada è una copia del Norinco CQ immessa sul mercato nel 2009 dalla fabbrica d'armi S.A.M. - Shooter's Arms Guns and Ammo Corporation di Metro Cebu (Filippine) rispondente ai canoni NATO per quanto riguarda il passo di rigatura della canna per la stabilizzazione del munizionamento 5,56 × 45 mm.